# Jean Houdremont
Jean Houdremont, né le 4 octobre 1924 à Paris et mort le 23 janvier 1973 à La Courneuve, est un homme politique français. Il est député communiste de la Seine de 1956 à 1958 et maire de La Courneuve de 1959 à 1973. Il fut également directeur du Journal d'Aubervilliers et collaborateur des Cahiers du communisme.

## Biographie
Jean Houdremont naît le 4 octobre 1924 à Paris. Sa mère est femme de ménage et son père gardien de la paix.
Il poursuit ses études jusqu'au brevet élémentaire et devient dessinateur industriel.
Membre de la Confédération générale du travail (CGT) depuis 1947, il exerce la fonction de secrétaire et trésorier de la fédération des Métaux de La Courneuve-Le Bourget-Stains de 1949 à 1953. Il occupa des responsabilités syndicales chez Rateau puis Babcock où il travaillait. En 1949, il adhère au Parti communiste français (PCF) où il exerce des responsabilités aux niveaux local et fédéral. Il fut aussi membre du comité de section Rateau du PCF et du Comité de Ville de La Courneuve.
Le 2 janvier 1956, Jean Houdremont est élu député dans la sixième circonscription de la Seine. Il fait partie de la commission des Finances en 1956 et de la commission de l'Intérieur en 1957. Il n'est pas réélu en 1958 ni en 1962.
En 1959, il conduit la liste du PCF qui arrive en tête aux élections municipales à La Courneuve. Il est élu maire de la commune et le restera jusqu’à sa mort qui intervient le 23 janvier 1973.
Son nom est donné à un centre culturel de La Courneuve.
Il a joué un rôle créateur marquant la ville de La Courneuve. Des réalisations comme la Maison de l'Enfance Youri Gagarine, la Maison du Peuple Guy Moquet, le foyer des anciens Ambroise Croizat faisaient à l'époque figures d'innovation.
C'est également sous son mandat que la municipalité entreprit de gros efforts pour promouvoir la pratique sportive et la vie associative.